# Kutenholz
Kutenholz is een gemeente in de Duitse deelstaat Nedersaksen. De gemeente maakt deel uit van de Samtgemeinde Fredenbeck in het Landkreis Stade.
Kutenholz telt 4.596 inwoners.
De gemeente omvat naast het dorp Kutenholz  de kernen Mulsum, Sadersdorf, Aspe, Essel en Bulenholz.
- Gemeinsame Normdatei: 4326222-3
- Library of Congress Control Number: n85127376
- Nationale Bibliotheek van Israël: 987007562194605171
- Virtual International Authority File: 152508643

Agathenburg · 
Ahlerstedt · 
Apensen · 
Balje · 
Bargstedt · 
Beckdorf · 
Bliedersdorf · 
Brest · 
Burweg · 
Buxtehude · 
Deinste · 
Dollern · 
Drochtersen · 
Düdenbüttel · 
Engelschoff · 
Estorf · 
Fredenbeck · 
Freiburg (Elbe) · 
Großenwörden · 
Grünendeich · 
Guderhandviertel · 
Hammah · 
Harsefeld · 
Heinbockel · 
Himmelpforten · 
Hollern-Twielenfleth · 
Horneburg · 
Jork · 
Kranenburg · 
Krummendeich · 
Kutenholz · 
Mittelnkirchen · 
Neuenkirchen · 
Nottensdorf · 
Oederquart · 
Oldendorf · 
Sauensiek · 
Stade · 
Steinkirchen · 
Wischhafen